# Peskovec
Peskovec is een plaats in de gemeente Vrbovec in de Kroatische provincie Zagreb. De plaats telt 325 inwoners (2001).